# Specchio deformabile

Uno specchio deformabile può essere utilizzato per correggere gli errori di fronte d'onda in un telescopio astronomico

Uno specchio deformabile (o DM, Deformable Mirror) è uno specchio la cui superficie può essere deformata, al fine di ottenere il controllo del fronte d'onda (la traslazione nello spazio della forma dell'oggetto) e la correzione delle aberrazioni ottiche. Può essere utilizzato per correggere gli errori di fronte d'onda in un telescopio astronomico.
Gli specchi deformabili sono utilizzati in combinazione con sensori di fronte d'onda e sistemi di controllo in tempo reale per l'ottica adattiva. Dal 2006 hanno trovato un nuovo impiego nella modellazione di impulsi a femtosecondi.
La forma di un DM può essere controllata con una velocità congrua al fine di correggere le aberrazioni dinamiche presenti nel sistema ottico, molto più velocemente rispetto al processo da correggere, in quanto anche per correggere un'aberrazione statica sono necessarie diverse iterazioni.
Un DM di solito ha molti gradi di libertà. Tipicamente, questi gradi di libertà sono associati agli attuatori meccanici e tendenzialmente viene associato un grado di libertà per ogni attuatore agente sullo specchio.

## Parametri di uno specchio deformabile
Numero di attuatori indica il numero di gradi di libertà (cambiamento della curvatura o punti di flesso) che lo specchio può correggere. È un parametro molto usato per confrontare un DM arbitrario con un dispositivo ideale che può riprodurre perfettamente il fronte d'onda nella forma matematica dei Polinomi di Zernike.
Passo attuatore è la distanza tra i centri degli attuatori. Gli specchi deformabili con un alto passo ed un grande numero di attuatori sono ingombranti e costosi.
Corsa dell'attuatore è il massimo scostamento dell'attuatore da una posizione centrale nulla di riferimento, espressa solitamente in variazioni positive e negative. La corsa in genere varia da ± 1 a ± 30 micrometri.
Funzione di influenza è la forma che assume uno specchio deformabile in seguito all'azione di un singolo attuatore. Diversi tipi di specchi deformabili hanno differenti funzioni di influenza, inoltre queste ultime possono variare a seguito dello scostamento degli attuatori dello stesso specchio. La funzione d'influenza risultante dall'azione di tutti gli attuatori, che copre cioè la superficie completa dello specchio è detta modale, mentre la risposta localizzata è chiamato zonale.
Accoppiamento Attuatore (cross-coupling) indica quanto il movimento di un attuatore influenza gli attuatori adiacenti. Tutti gli specchi modali hanno grandi cross-coupling, il che assicura l'alta qualità di correzione delle aberrazioni ottiche di minor entità che di solito hanno la più alta rilevanza statistica.
Il tempo di risposta indica quanto velocemente lo specchio risponde ad un segnale di controllo. Può variare da microsecondi (MEMS e specchi Magnetici) a decine di secondi per DM a controllo termico
Isteresi e scorrimento sono reazioni non lineari che influenzano gli attuatori che riducono la precisione della risposta dello specchio deformabile. Per diversi concetti, l'isteresi può variare da zero (specchi ad azionamento elettrostatico) a percentuali significative (10% e più) per specchi con attuatori piezoelettrici. L'isteresi è un errore di posizionamento residuo di un attuatore in seguito a precedenti movimenti comandati e limita la capacità dello specchio a lavorare in modalità feed forward, esternamente ad un ciclo di feedback.